# Cazumatanglibel
De Cazumatanglibel (Onychogomphus cazuma) is een echte libel uit de familie van de rombouten (Gomphidae).
De wetenschappelijke naam van de soort werd in 2020 gepubliceerd door Javier Barona Fernández, Nuria Cardo-Maeso en Cecilia Díaz-Martínez. De Nederlandstalige naam is ontleend aan Veldgids Libellen.